# San Damon
 (mai 2023).
Il peut être nécessaire de l'améliorer pour respecter le principe de neutralité de point de vue. Veuillez consulter la page de discussion pour plus de détails.

 (octobre 2018).
Si vous disposez d'ouvrages ou d'articles de référence ou si vous connaissez des sites web de qualité traitant du thème abordé ici, merci de compléter l'article en donnant les références utiles à sa vérifiabilité et en les liant à la section « Notes et références ».
San Damon, né à Paris en 1972, est un photographe plasticien, auteur, sculpteur et compositeur notamment de musique acousmatique. Il crée en 2004 un procédé photographique argentique déposé sous brevet, l'oniroscopisme,.

## Œuvres photographiques oniroscopistes
- Le Christ, patrimoine du Musée d'Art Moderne de la Basilique du Sacré-Cœur de Bruxelles[3]
- La Cène en treize actes[4] patrimoine de l'Abbaye de Maredsous[5] de Belgique.
- Deux triptyques, possession des Archives et Musée de la littérature de Bruxelles, se trouvent dans la salle de lecture dudit musée. Le premier sur le thème de la ville de Bruxelles et le second sur le thème de la ville de New York[6]
- Cinq films documentaires projetés dans différentes universités du monde et qui sont visibles sur internet. Dans ces cinq films s’expriment quarante éminents intellectuels et universitaires sur l’Oniroscopisme.

## Œuvres musicales oniroscopistes
San Damon a composé cette œuvre musicale en 15 mouvements.
La symphorapsodie oniroscopiste a été notamment jouée le 21 janvier 2016 dans l’arène du planétarium Théâtre de Bruxelles,en adéquation avec une expo-projection de 178 œuvres photographiques oniroscopistes sur le thème de New York projetées dans le dôme.

## Œuvres (installation d'art) oniroscopistes
- Installation d’art contemporain sur avenue Franklin Roosevelt à Bruxelles. Quatre kilomètres sur lesquels les sources lumineuses sont transformées par San Damon dans l’une des tonalités majeures de son Oniroscopisme, soit un magenta rougeâtre pour les lampadaires routiers et un magenta violacé pour les lampadaires piétonniers. Une sorte de tunnel de magenta s’offre à ceux qui l’empruntent[7],[8].

## San Damon Museum
Le Musée San Damon a ouvert ses portes en 2021, il comprend la majeure partie des œuvres de l’artiste. Des photographies, des sculptures, les partitions originales de ses musiques, notamment la Symphorapsodie.Ainsi que les textes originaux de ses traductions en quatorze langues de ses poésies.

## Littérature et Poésies
San Damon aborde la littérature, notamment, par le truchement de la poésie « Quelques mots pour toi » est un recueil de poésies.

## Le Grand-Duché d'Oniroscopie
Le Grand-Duché d’Oniroscopie est un pays virtuel. Ce pays génère une économie liée uniquement aux œuvres de San Damon et s’organise autour de l’Oniroscopisme, concept au départ photographique créé par l’artiste en 2004.

## Cause Animale
En 2019, il signe la tribune officielle de soutien au Parti Animaliste français pour les élections européennes.